# Warp Works & Twentieth Century Masters
Pour les articles homonymes, voir Twentieth Century (homonymie) et Century.

Warp Works & Twentieth Century Masters est un double album live du groupe britannique London Sinfonietta sorti le 18 septembre 2006 chez Warp Records. Cet album a été enregistré aux quatre lieux aux différentes dates : au Royal Festival Hall le 8 mars 2003 (les morceaux 3, 4, 7, 8 du CD1 et les morceaux 1, 5 à 10 du CD2) ; au Brighton Dome le 26 avril 2003 (le morceau 4 du CD2) ; au Liverpool Philharmonic Hall le 27 avril 2003 (les morceaux 1, 2, 5, 6 du CD1 et les morceaux 2, 11 du CD2) et au Henry Wood Hall le 11 mai 2003 (le morceau 3 du CD2).

## Liste des morceaux
CD1
1. Prepared Piano Piece 1 (Jynweythek Ylow de l'album Drukqs) (2:16) - Composition d'Aphex Twin
2. Prepared Piano Piece 2 (Hy A Scullyas Lyf Adhagrow de l'album Drukqs) (2:02) - Composition d'Aphex Twin
3. Study No. 7 (10:58) - Composition de Conlon Nancarrow
4. Sonatas 1 & 2 (de l'album Sonatas & Interludes) (4:37) - Composition de John Cage
5. Violin Phase (9:38) - Composition de Steve Reich
6. First Construction In Metal (9:03) - Composition de John Cage
7. The Tide (6:00) (de l'album Budakhan Mindphone) - Composition de Squarepusher
8. Spiral (19:59) - Composition de Karlheinz Stockhausen

CD2
1. Sonata 12 (de l'album Sonatas & Interludes) (2:57) - Composition de John Cage
2. Ionization (6:30) - Composition d'Edgard Varèse
3. Six Marimbas (18:04) - Composition de Steve Reich
4. Conc 2 Symmetriac (1:34) (de l'album Do You Know Squarepusher ?) - Composition de Squarepusher
5. Sonata 5 & 6 (de l'album Sonatas & Interludes) (4:12) - Composition de John Cage
6. AFX237 V7 (5:59) (de l'album Drukqs) - Composition d'Aphex Twin
7. Chamber Concerto. 1 - Corrente (4:51) - Composition de György Ligeti
8. Chamber Concerto. 2 - Calmo, Sostenuto (6:03) - Composition de György Ligeti
9. Chamber Concerto. 3 - Movimento Preciso E Meccanico (3:31) - Composition de György Ligeti
10. Chamber Concerto. 4 - Presto (3:30) - Composition de György Ligeti
11. Polygon Window (9:09) (de l'album (Surfing on Sine Waves)) - Composition de The Dice Man/Polygon Window